# Manitoulin Island
Manitoulin Island er en canadisk ø beliggende i Lake Huron. Den er med sin størrelse på 2.766 kvadratkilometer verdens største ø, der ligger i en sø.
Manitoulin Island har et indbyggertal på 12.600, og den største by hedder Little Current.